# Оздоровче голодування
Оздоровче голодування — метод альтернативної медицини, який є комплексом заходів для покращення здоров'я людини за рахунок звільнення організму від так званих шлаків, що накопичились внаслідок неправильного харчування, або перевищення норми споживання продуктів, або є наслідком хвороби.
Попередні дослідження, зокрема, у макак (середня тривалість життя яких складає сорок років) вже продемонстрували сприятливий вплив на частоту вікових патологій. Дослідницький проект Національного центру наукових досліджень у Франції, що тривав 10 років, підтвердив ефективність голодування для сірих мишачих лемурів.
У 2016 році японський вчений Есінорі Осумі був нагороджений Нобелівською премією по фізіології і медицині за вивчення процесів аутофагії у харчових дріжджів. В ході досліджень було встановлено, що періоди голодування позитивно позначаються на оновлення клітин і допомагають уповільнити процеси старіння. 